# Sem-em-iritef
Sem-em-iritef ist die Bezeichnung einer lokalen altägyptischen Totengottheit aus Heliopolis, mit der sich im Neuen Reich der Verstorbene identifizierte. In einer Göttergruppe war Sem-em-iritef der fünfte von sieben göttlichen Dienern.
Zugleich war Sem-em-iritef in Heliopolis die Gottheit des sechsten und siebten Mondmonatstages. 